# Дизнијева ЛуминАрија
Дизнијева ЛуминАрија је спектуларна представа која се у време божићних празника  изводиla у Дизнијевом калифорнијском авантуристичком парку изнад вештачке лагуне на Рајском пристаништу. Дизнијева ЛуминАрија је премијерно приказана 9. новембра 2001. године на  први Божић у новом парку.

## Порекло назива
Према шпанској традиција која је започела са жељом да се очува дух Христа детета настала је луминарија обична папирна кеса напуњена песком и са упаљеном свећом у њој. Ове светлеће кесе се у  редовима попут светиљки ређају низ улице, шеталишта, зидове, па чак и кровове на Бадње вече.

Сезона празника у енг. Holiday Season here at Yester California Adventure нема луминарију у класичном смислу значења ове речи већ Дизнијеву ЛуминАрију са великим словом Л и великим словом А, која нема никакве везе са шпанском традиционалном шпанском луминаријом. Према званично саопштењу за штампу назив ЛуминАрија значи 
Спектакуларна представа блиставих светала ниско испаљене пиротехнике (ватромета) и омиљене празничне музике која се изводи на водама вештачке лагуне на Рајском пристаништу.

## Дизнијева калифорнијска авантура
Ова спектакуларно представа креирана са ватрометом праћеним музиком, настала је по узору на IllumiNations: Reflections of Earth у тематском парку Епкот у Орланду, али са мањим буџетом. 
Посетиоци за време спектакла окружује лагуну у чијој средини је платформа за лансирање ватромета. Разноврсни ватромет ниског нивоа, кореографисан да прати тактове познате празничне музику, у виду плесаа изнад лагуне. Музика се састојал од следећих композиција: „Сјај“, „Снежна транзиција“, „Снежне падавине“, „Бели Божић“, „Плес вила шећерне шљиве“, „Моје омиљене ствари“, „Земља играчака“, „Деда Мраз долази у град“, „Желимо вам срећан Божић“,  Празничко чудо“, „ Сећајте се малог Божића“, „Празничне фанфаре“, „Живите светлост унутра“, „Зимско светло“ и „Дизнијева ЛуминАрија“.
Финале спектакла ватромета и музике је укључивало пројекцију различитих слика према годишњим добима, као и божићну јелку саграђену од оптичких влакана која излази из центра лагуне и белих светлећих кугли распоређених на Ролер костеру и на Сунчевом точку на обали лагуне.
Дизнијева ЛуминАрија је трајала само једну сезону, у зиму 2001/2002. годину, у не баш погодном годишњем добу за ову врсту спектакла.
Електронски систем у саставу спектакла могућио је некој деци да нацртају сопствене слике које су исте вечери емитоване на екранима распоређеним у лагуни.
- Прво извођење: 9. новембар 2001
- Последње извођење: 6. јануара 2002
- Дизајн: Дизнијев тим за забаву (енг Walt Disney Creative Entertainment)
- Спектакл је осмислио и режирао: Стив Дејвисон.[5]
- Музику је аранжирао, адаптирао, компоновао и дириговао: Дон Л. Харпер, а главне вокале је извела Miriam Stockley.[3]
- Трајање: 20 мин.[2]

## Најава спектакла
У најави посетиоцима спектакла глас са разгласа на почетку Дизнијеве ЛуминАрије шаље поруку мира за празнике у којој се каже... 
Сањајте о зимском свету у коме се машта ковитла као снег који пада...уживајте у топлини празника и нека вам срце сија од радости...ово је сезона светлости.

## Секвенце
- Отварање
- Сјај
- Вожња саоницама
- Вхите цхристмас
- Плес вила шећерне шљиве
- Моје омиљене ствари
- Желим вам срећан Божић
- ЛуминАриа
- сјај (наставак)
- Дрво стиже
- Крај

## Епилог
Дизнијева ЛуминАрија према мишљењу многих посетилаца и критике имала је читав низ недостатака:
- празничној музици је недостајала енергија која би одговарала ватреним фонтанама ватромета,
- видео екрани који су показивали „представе“ били су премали и пружали су слабу забаву.
- неправилно изабран назив спектакла, за који је колумнисткиња Sue Kruse је написала: „ ЛуминАрија , не садржи ни луминарије ни арију, па зашто се онда зове ЛуминАрија?“[2]

Како се Дизнијев тим за забаву морао да носи са недостатком сталне инфраструктуре за представу у лагуни, и мањком финансијских средстава Дизнијева  ЛуминАрија је имала кратки развојни  циклус који је био је прикладан само за осмонедељно емитовање за Божићне празнике.